# Max Otten
Max Octavio Otten (* 25. Juli 1877 in Lima (Peru); † 5. September 1962 in Wernigerode) war Arzt und einer der Pioniere der Arbeitsmedizin.
Otten besuchte zunächst von 1884 bis 1887 das spanische Gymnasium in seiner Geburtsstadt Lima. Von 1887 bis 1893 absolvierte Otten, Sohn des Kaufmanns Alwin Otten, ein französisches Gymnasium in Vevey (Schweiz), bevor er dann bis 1896 ein Gymnasium in Detmold besuchte und dort das Abitur ablegte. 1896 nahm Otten ein Medizinstudium in Leipzig auf. Weitere Studienorte waren Göttingen und Halle (Saale). 1901 erwarb er das Staatsexamen und promovierte in Kiel. Noch im Jahr 1901 fand Otten eine Anstellung als Assistent von Eugen F. Fraenkel und Hermann Lenhartz im Universitätsklinikum Hamburg-Eppendorf, wo er bis 1907 blieb. Otten wurde dann erster Assistent bei Moritz Heinrich Romberg in Tübingen. Hier wurde er zum Privatdozenten ernannt.
Otten übernahm dann 1912 während des Türkisch-italienischen Kriegs die Leitung der inneren Abteilung eines Lazaretts des Roten Kreuzes in Tripolitanien (Nordafrika). Romberg berief ihn danach zum Oberarzt an der Medizinischen Klinik in München. Im Jahr 1916 erfolgte seine Berufung zum außerordentlichen Professor. Während des Ersten Weltkrieges war Otten auf deutscher Seite Marinestabsarzt der Reserve. 1917 ging er nach Magdeburg und übernahm hier am Krankenhaus Magdeburg-Altstadt die Leitung der Medizinischen Klinik, die von ihm modernisiert wurde. Schwerpunkte der Erneuerung waren das EKG, die Ermöglichung der Gastroskopie, die Bakteriologie und die Röntgenologie. Außerdem führte Otten am 1. Juli 1927 eine Beratungsstelle für Berufskrankheiten ein. Unter seiner Leitung wurde auch ein Pflegepraktikum für Medizinstudenten eingeführt. 

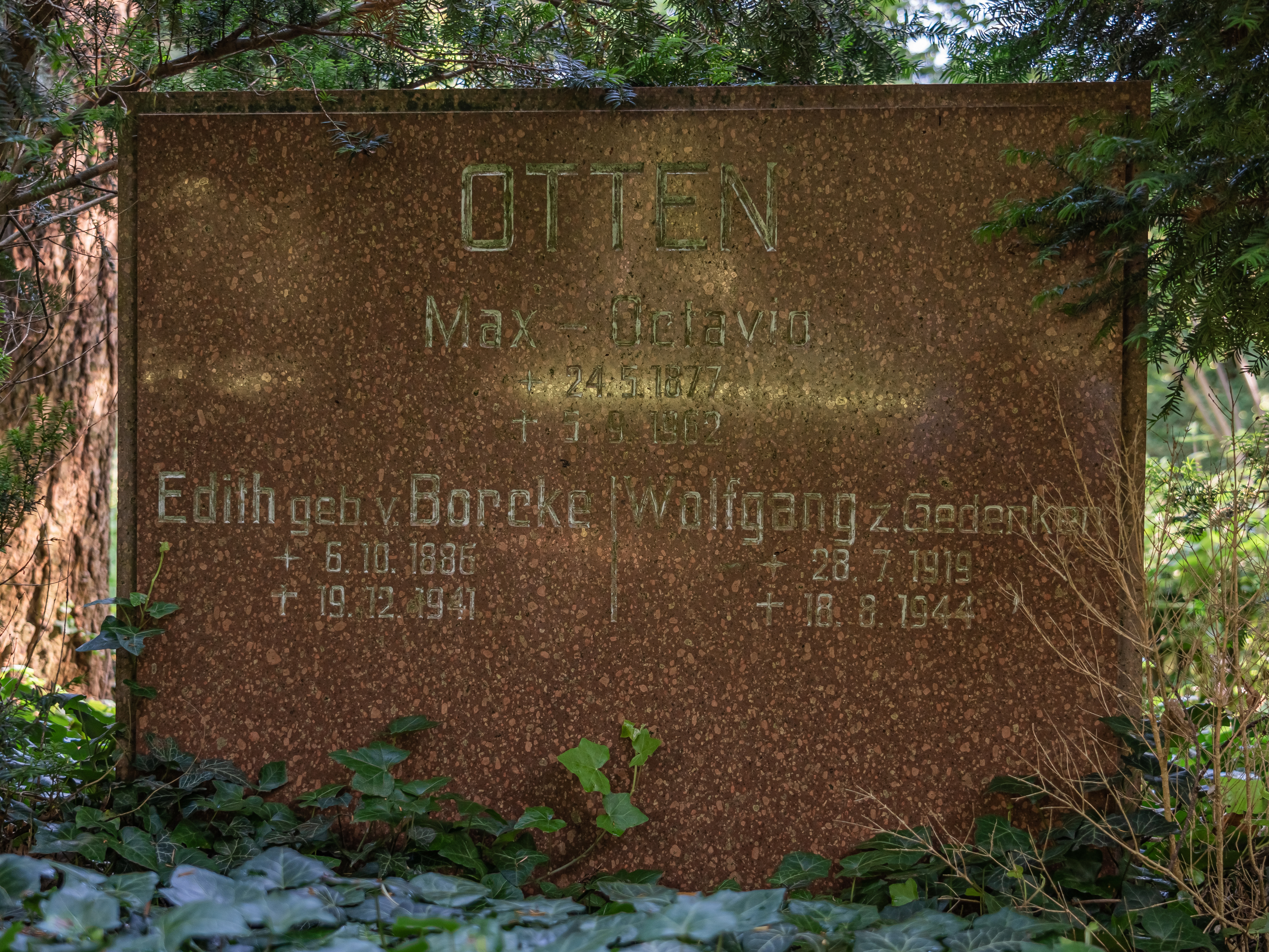
Grabstein Ottens auf dem Westfriedhof (Magdeburg)

1931 wurde ihm die Stellung des Krankenhausdirektors übertragen. 1932 übernahm er auch noch die Funktion des ärztlichen Direktors am Krankenhaus Magdeburg-Sudenburg. Nach Kriegsende 1945 wurde Otten noch im gleichen Jahr Seuchenkommissar für das Land Sachsen-Anhalt. Auch wurde die Beratungsstelle für Berufskrankheiten wieder eröffnet. Am 1. August 1948 folgte eine Ambulanz und eine klinische Abteilung für Berufskrankheiten. Unter seiner Mitwirkung erfolgte auch die Gründung einer Krankenpflegeschule in Magdeburg. Mit Beendigung des Zweiten Weltkrieges machte sich Otten um den Wiederaufbau der im Krieg schwer zerstörten medizinischen Einrichtungen verdient. Das Krankenhaus Magdeburg-Altstadt verfügte bereits 1952 wieder über 600 Betten. Bis 1955 blieb Otten Direktor des Krankenhauses. Noch danach versah er die Funktion des Leiters der Arbeits- und Sanitätsinspektion Magdeburg.
Otten, der auch Mitglied der Medizinischen Gesellschaft zu Magdeburg war, wurde in der Zeit der DDR mit dem Vaterländischen Verdienstorden in Silber und 1954 mit dem Titel Verdienter Arzt des Volkes ausgezeichnet. Die Medizinische Akademie Magdeburg ernannte ihn zum Ehrensenator. Die Stadt Magdeburg benannte ihm zu Ehren die direkt vor dem Krankenhaus Magdeburg-Altstadt verlaufende Straße als Max-Otten-Straße.